# Amadeo Ortega
Pour les articles homonymes, voir Ortega.
Amadeo Ortega (date de naissance inconnue) fut un joueur de football paraguayen, qui évoluait au poste d'attaquant.

## Biographie
Pendant sa carrière de club, il joue au River Plate Montevideo, dans le championnat d'Uruguay. Il est l'un des seuls joueurs paraguayens au mondial 1930 à évoluer dans un championnat étranger, bien qu'il ne joue aucun des deux matchs de son pays durant le tournoi.
Pendant la coupe du monde 1930 en Uruguay, son pays tombe dans le groupe D avec les États-Unis et la Belgique. Les Paraguayens finissent à la 2e place du groupe et ne passent pas le 1er tour de la compétition.
Il joue également pendant la Copa América 1937 lors de laquelle il marque deux buts en trois matchs.